# 312 av. J.-C.
Cette page concerne l'année 312 av. J.-C. du calendrier julien proleptique.

## Événements
- 17 février (23 mars du calendrier romain) : début à Rome du consulat de Marcus Valerius Maximus Corvinus et Publius Decius Mus[1]. 
  - Colonisation de Interamna Sucasina dans le Latium[2].
  - Censure d'Appius Claudius Caecus (fin en 308 av. J.-C.)[1]. En vertu de son pouvoir de modifier la composition du Sénat (Lex Ovinia), il inscrit des fils d’affranchis sur l’album sénatorial, leur permettant ainsi d’accéder à la Curie. Il décide également de répartir tous les citoyens romains à l’intérieur de toutes les tribus, ce qui modifie le mode électoral (les tribus rustiques étant moins peuplées que les quatre tribus urbaines). Appius Claudius Caecus élargit l’assiette de l’impôt sur le capital foncier (tributum) aux biens mobiliers, ce qui apporte à l’État un supplément appréciable de ressources avec le développement croissant de la richesse mobilière. Il commence la construction de la Voie Appienne, reliant Rome à Brindisi en passant par Capoue. Il met en chantier le premier aqueduc romain (Aqua Appia) et équipe Rome d’égouts[2].
  - Les Ombriens, les Étrusques et les Herniques, inquiets de la puissance romaine, se coalisent pour soutenir les Samnites (312/304 av. J.-C.)[3]. Caius Sulpicius Longus est nommé dictateur pour mener la guerre contre les Étrusques. Il choisit Caius Iunius Bubulcus Brutus comme maître de cavalerie[1].
- Été : 
  - Ptolémée envoie une flotte et une armée à Cyrène qui rétablit l'ordre. Le gouverneur Ophellas conserve son poste[4].
  - Ptolémée intervient à Chypre. Il s'empare des cités-royaumes de Citium, Lapethos, Kyrenia et Marion dont les rois, qui intriguaient avec Antigonos, sont tués ou arrêtés[5].
- Automne[6] : campagne de Ptolémée Ier en Judée[7]. Il bat le fils  d'Antigonos Monophtalmos, Démétrios Ier Poliorcète à la bataille de Gaza[6]. Antigonos ne peut envoyer l'expédition prévue en Grèce.

- 1er octobre : début de l’ère séleucide dans le calendrier d'Antioche. Les Babyloniens synchronisent l’ère séleucide avec leur propre calendrier et la commencent au printemps 311 (1er mars)[8]. Pour certains, il faut placer la prise de Babylone par Séleucos à cette date[6].

- Polémée, neveu d'Antigonos Monophtalmos, parvient à enlever la Grèce à Cassandre, puis durant l'hiver 312-311[5] réprime une révolte de Télesphoros contre leur oncle respectif Antigonos dans le Péloponnèse (Élis)[6].

- Échec d’Athénaios, général de Démétrios Ier Poliorcète, devant Pétra. Les Nabatéens sont mentionnés pour la première fois. Pétra, décrite par Diodore, est alors un site refuge accidenté choisi par une tribu nomade pour protéger ses richesses[9].

- Victoire de Qin sur Zhou (80 000 hommes sont décapités)[10]. Les armées de Qin occupent tout le sud du Shaanxi jusqu’au cours supérieur de la Han et menacent le vieux royaume de Chu.

- Arrivée à Athènes de Zénon de Cition, fils d’un riche commerçant d’origine phénicienne de Chypre. Élève de Cratès de Thèbes, de Stilpon et de Xénocrate, il crée ensuite l’école du Portique (stoïcisme)[11].